# Holkerveen
Holkerveen est un village situé dans la commune néerlandaise de Nijkerk, dans la province de Gueldre, à 6 kilomètres au nord-est d'Amersfoort. En 2004, le village comptait 320 habitants.